# Eduardo Foti
Eduardo Foti (1946-2018) fue un militante histórico del PRT de Argentina. Conocido como “Pichón” por los veteranos del movimiento obrero y estudiantil y los perretistas de Córdoba de los ’60 y los ’70  y “Pacho” para sus compañeros de la cárcel de Coronda. El Yeti lo apodaba jocosamente Luis Ortolani Saavedra (Julio Parra). Eduardo Foti era grandote como un ropero. Fue estudiante de medicina, un intelectual revolucionario y un obsesivo estudioso del marxismo.

## Estudios y militancia
Nació en Paraná el 29 de agosto de 1946 y se fue a estudiar medicina a la ciudad de Córdoba en 1964. En 1966, su inquietud política y sensibilidad social lo acercaron al naciente Partido Revolucionario de los Trabajadores (PRT, fundado en 1965). Lo hace casi simultáneamente con Domingo Menna, también por ese entonces estudiante de medicina como Foti. Roberto, uno de los fundadores del PRT, narra: “Era 1966. Yo estaba de responsable de estudiantil del partido y el Negro González (entonces responsable de la Regional Córdoba) me había encargado la captación de Eduardo como antes lo había hecho con Mingo. Pero si hilamos fino, se captaban solos. Lo que hacíamos era discutir la línea, así como iniciarlos con un clásico que leíamos conjuntamente. Con Eduardo empecé con el Anti-Düring de Engels. Le gustaba tocar la guitarra y una de sus preferidas era ‘Zamba para no morir’ de Hamlet Lima Quintana”.
Eduardo Foti fue miembro de  la agrupación Espartaco, un frente único entre el PRT y la agrupación político sindical Felipe Vallese. A poco de andar, se produce el golpe de Onganía (28/06/66), la intervención a las universidades,  la primera toma del Hospital de Clínicas (18/08/66), la huelga general, el asesinato de Santiago Pampillón (07/09/66) y las luchas callejeras. Eduardo Foti vivenció estos hechos. En los debates que dividen al  PRT en 1968, Eduardo Foti se encolumna con el PRT El Combatiente. En ese año de 1968, Foti  tuvo un accidente con explosivos que le dañó seriamente su visión. Ya en 1969 deja de lado la carrera de medicina , se convierte en  un trabajador asalariado e intensifica su militancia en los frentes sindicales. Participó en la agrupación clasista 1.º de Mayo. Formó junto a Domingo Menna, Ramiro Leguizamón y otros, el Comando 29 de Mayo. Eduardo Foti es uno de los impulsores de la Tendencia Leninista en 1970, la fracción interna que inspira desde su prisión en Tucumán Mario Roberto Santucho. Foti es delegado en el V congreso del PRT ,realizado en julio de 1970, donde se funda el Ejército Revolucionario del Pueblo (ERP) y es elegido como uno de los miembros de su Comité Central. Trabaja en oficios varios y entre ellos como camionero en empresa de productos lácteos. Participa en varios  frentes fabriles (IKA-Renault, Fiat)  y en actividades de propaganda armada. Abel Bohoslavsky comenta que: “Recuerdo un relato de su entrenamiento militar. Nos cuenta que el Negro Santucho los llevó al trote de Córdoba a Carlos Paz y quedaron reventados”. Otro militante del PRT, el “Vasco” Carlos Orzacoa también lo recuerda: “Entre los más viejos recuerdos tengo la figura alta y flaca del Pichón llegando a mi pensión de Ituzaingó 741, en Córdoba en 1970. Tocaba el timbre, lo atendía un riojano de la pieza del frente y lo hacía pasar y por el corredor llegaba a mi pieza que estaba al fondo. Cada 15 días, llegaba con el periódico El Combatiente del PRT. Serio y formal, el Pichón me saludaba y me entregaba la prensa que yo pagaba, a veces (mis finanzas eran escasas) a precio solidario. Yo era un lector. Y lo invitaba a sentarse y tomar unos mates. Pichón me contaba qué pensaba el PRT sobre la situación del país. Pero además, el Pichón me hablaba de las luchas en FIAT, en Perdriel, en Renault. Me daba cuenta que era un militante entregado totalmente a la lucha revolucionaria. Muchas veces venía de haber volanteado la entrada de fábrica. Creo que el ejemplo de Pichón influyó mucho para que al año siguiente, en 1971 decidiera incorporarme al PRT”.
En diciembre de 1970, Eduardo Foti y Domingo Menna, ya veteranos en agitación fabril, organizan y ejecutan una de las primeras experiencias de propaganda armada en las fábricas. Al frente de un comando, desarman la guardia de FIAT-Concord en Ferreyra, y realizan el clásico acto en puerta de fábrica: pero esta vez, metralleta en mano, Foti con su vozarrón arenga contra la patronal y la dictadura militar. Reparten volantes y reciben el aplauso de los obreros.

## Primera detención de Foti
La policía asalta el 12 de enero de 1971 la casa en barrio 1.º de Mayo  donde Foti convivía con Domingo Menna, quien es capturado. A Eduardo Foti, dormido, le pegan un balazo en la cabeza. Sobrevive, queda hemipléjico y en  prisión. Eduardo Foti  sale de prisión antes del 25 de mayo de 1973 cuando se produce  la liberación de los presos políticos. Reaparece en los balcones de la CGT de Córdoba, agitando ante la manifestación por la libertad de lo que aún están tras las rejas y convocando a continuar la lucha a partir de la restauración constitucional. Estaba rengo, arrastraba una pierna, usaba bastón y tenía dificultades para hablar. Conocido y querido por el activismo del movimiento obrero y estudiantil, es saludado emocionadamente.
Roberto nos sigue relatando: “A Eduardo lo reencuentro en Buenos Aires y nos veíamos bastante seguido. Varias veces se quedaba a dormir en mi casa. Sobre todo cuando se hacía tarde, porque era un peligro que anduviera de noche. Ya actuaba la Triple A. Conseguimos que lo viera un neurocirujano, lo acompañé varias veces. Estaba de todas maneras, en tratamiento por la disritmia cerebral, una de las secuelas que le dejó el balazo en la cabeza. De esa época lo que recuerdo es que estaba muy dedicado al periódico. No recuerdo si tenía algún grado de responsabilidad en la prensa del partido”.

## Villa Constitución
Eduardo Foti siguió militando con esas limitaciones físicas, en actividades de propaganda y sobre el movimiento obrero. Siguiendo en ese itinerario, Foti fue a parar nada menos que a Villa Constitución, donde en abril de 1974 se produjo el primer villazo, cuando los obreros de grandes empresas como Acindar, Marathon, Metcon y Vilber desplazan a la burocracia  sindical a de la UOM y recuperan el sindicato. La UOM-Villa Constitución recuperada fue otra gran experiencia del sindicalismo clasista y en el seno de ese movimiento, Eduardo Foti contribuyó a la construcción partidaria. Luego se desató en el tenebroso operativo “serpiente roja” que provocó cientos de despedidos, apresados, muertos y desaparecidos a partir de marzo de 1975,cuando gobernaba María Estela Martínez de Perón.  En agosto de ese año, parte del frente fabril del PRT de la zona es capturado. Allí caen el Negro Segovia y Victorio Paulón que eran dirigentes sindicales del sector, el Nono Ortolani y  Eduardo Foti.  Esta sería la más larga y dura prisión que sufrió.

## Segunda detención
De estos años tenebrosos, sus compañeros del Colectivo de ex presos Políticos de la Cárcel de Coronda  recuerdan: “La huella de su hemipléjica renguera no quedó sólo en los patios carcelarios, ni en las putrefactas celdas de castigo. Ni en el derrame de sangre por sus heridas. Desde sus pies hasta el casi metro noventa, un corpachón que estallaba en una frecuente y sonora risotada, hacía temblar los muros y la moral de los crueles guardia cárceles. El lúgubre silencio de los pabellones tenía ese estímulo alegre y contagioso que nos acompañó en la resistencia a los planes de destrucción física y psíquica que implementó la Dictadura contra nosotros, quienes compartimos el encierro junto a él…. A pesar de ello quienes estuvieron cerca, quienes estuvimos, siempre vimos ese brillo vital que tuvo su expresión en su lucidez política y su capacidad revolucionaria para aportar a la unidad del colectivo de los hoy ex presos políticos, así como orientar acciones de resistencia. Y lo moral, el estado de ánimo para enfrentar la represión carcelaria, lo aportó aún en los peores momentos.  Por eso Pacho es un símbolo. A través de su persona se encarna, a pesar de que suene contradictorio, en primer lugar, la derrota de los planes de destrucción física y psíquica que implementaron los militares y la gendarmería nacional en la Cárcel de Coronda, la persistencia del colectivo, tras los objetivos de liberación nacional y social, y el ejemplo, dado por su familia. Ejemplo dado en la valentía de su hijo Juan Andrés testimoniando en el juicio a los máximos responsables del plan de exterminio llevado a cabo en Coronda”

## Liberación y fallecimiento
Recuperada su libertad aún bajo la dictadura, Eduardo Foti se radicó en Buenos Aires con su pareja y sus hijos. Su salud se fue deteriorando. Su mente fue invadida por amnesia y confusión, como resultado de sus lesiones neurológicas. El  10 de agosto de 2018 falleció. 